# Station Lugaritz
Station Lugaritz is een ondergronds spoorwegstation op de grens van de districten Ibaeta en Aiete van de stad San Sebastian in Spanje, in de autonome gemeenschap Baskenland. Het station is deel van het spoorwegnetwerk van EuskoTren. Er stoppen zowel de treinen van de lijn tussen San Sebastian en Bilbao, als de Topo.
Op de plaats van dit station lag bovengronds al enkelspoor met een station sinds het begin van de 20e eeuw. In 2005 is het ondergrondse station geopend en is op het emplacement van het bovengrondse spoor een fietspad aangelegd. Tot 2022, als de spoortunnel onder het centrum van de stad geopend wordt, rijden de treinen van dit station rechtstreeks naar het hoofdstation van EuskoTren in San Sebastian, station Amara. Daarna zal er omgereden worden via de stations Bentaberri en Kontxa, zodat er een betere verbinding ontstaat met het centrum. 